# Bladåkers kyrka
Bladåkers kyrka är en kyrkobyggnad i Knutby-Bladåkers församling i Uppsala stift. Kyrkan ligger i kyrkbyn Bladåkersby i nordöstra delen av Uppsala kommun. Miljön runt kyrkan, bland annat med Bladåkers kyrkskola, är klassad som kulturhistoriskt värdefull.
Drygt hundra meter öster om kyrkan står en klockstapel från 1748. En kyrkogårdsmur med stigluckor uppfördes samtidigt med kyrkan. Stigluckan i norra kyrkogårdsmuren finns kvar medan stigluckan i södra muren revs när kyrkogården utvidgades åt söder omkring år 1860. Kyrkogårdsmuren har murats upp igen efter medeltiden, har varit vitlimmad och har haft spånbelagt trätak.

## Kyrkobyggnaden
Bladåkers kyrka är en medeltida salkyrka som består av ett rektangulärt långhus med rakt avslutat kor i öster. Stommen är av gråsten. Gavelrösten, omfattningar till dörrar och fönster samt kyrkorummets takvalv är byggda av tegel. Vid nordöstra sidan finns en vidbyggd sakristia och vid sydvästra sidan ett vidbyggt vapenhus. Taken var tidigare belagda med spån, men är numera belagda med korrugerad plåt som sedan år 1947 är svartmålad. Kyrkorummet täcks av tegelribbvalv som är ursprungliga och vilar direkt på väggarna utan sköldbågar. I sakristian finns ett ursprungligt tunnvalv. I kyrkans nordvästra hörn finns en tegeltrappa som leder upp till vinden.

### Tillkomst och ombyggnader
Nuvarande kyrka uppfördes sannolikt vid slutet av 1400-talet eller början av 1500-talet. Sakristian är äldst och uppfördes troligen under 1200-talet och hörde då till en tidigare kyrka som troligen var av trä. År 1623 dekorerades valv och väggar med kalkmålningar och nedre delen av östra korfönstret murades igen. År 1698 murade östra korfönstret helt igen och ovanför altaret hängdes en altartavla upp som skildrade korsfästelsen. År 1769 förstorades kyrkfönstren och nya fönsterbågar sattes in. Målningarna kalkades över. År 1833 höggs ett fönster upp i norra väggen, som tidigare hade varit fönsterlös. År 1880 belades kyrktaket med galvaniserad, korrugerad plåt.

### Renoveringar på 1900-talet
År 1926 genomfördes en renovering efter förslag av arkitekt Ärland Noreen. Korfönstret, som varit igenmurat, togs upp. Kalkmålningarna, som varit överkalkade, togs fram av konservator John Österlund. Predikstolen flyttades och försågs med ny trappa. Bänkarna breddades och läktaren byggdes om. Altartavlan från år 1698 flyttades till norra väggen där den hängdes för fönstret. Värme med lågtrycksånga installerades. Kyrkorummets golv av vita marmorplattor lades om och kompletterades. År 1942 installerades elektrisk belysning. År 1947 målades yttertaket svart.

## Inventarier
- På norra väggen finns ett skåp med Jungfru Marias bild som härstammar från omkring år 1500.
- Altaret är av putsat tegel och har en skiva av polerad mörkbrun kalksten från 1700-talet.
- Altartavlan målades av Anna Maria Ehrenstrahl som skänkte den till kyrkan 1698. Tavlan har motivet Jesu korsfästelse och omges av en förgylld ram.
- Predikstolen skänktes till kyrkan 1709 av Margareta Månesköld. Predikstolen står vid kyrkorummets södra sida och är marmorerad i grått. Korgens fyllningar har en förgylld, snidad dekor.
- I koret finns ett dopställ av trä och en ambo som båda är nytillverkade.
- Kalkstensfragment av en medeltida dopfunt påträffades år 1926 under korgolvet. Fler fragment av denna dopfunt har senare hittats i kyrkogårdsmuren.
- I en inventarieförteckning från år 1815 omnämns två dopfuntar av trä.

### Orgel
- Den nuvarande orgeln byggdes 1842 av Johan Lambert Larsson, Ystad. Orgeln är mekanisk med slejflåda och har ett tonomfång på 54/18. Orgeln ersattes mellan 1926 och 1951 av ett harmonium då den nedmonterades. 1951 sattes den upp och renoverades av Bröderna Moberg, Sandviken.

| Manual           | Pedal   |
| Principal 8' B/D | Bihängd |
| Fugara 8'        |         |
| Dubbelflöjt 8'   |         |
| Oktava 4'        |         |
| Fleut 4'         |         |
| Waldfleut 2'     |         |
| Trompet 16' B    |         |
| Tromept 8' D     |         |

## Fotogalleri

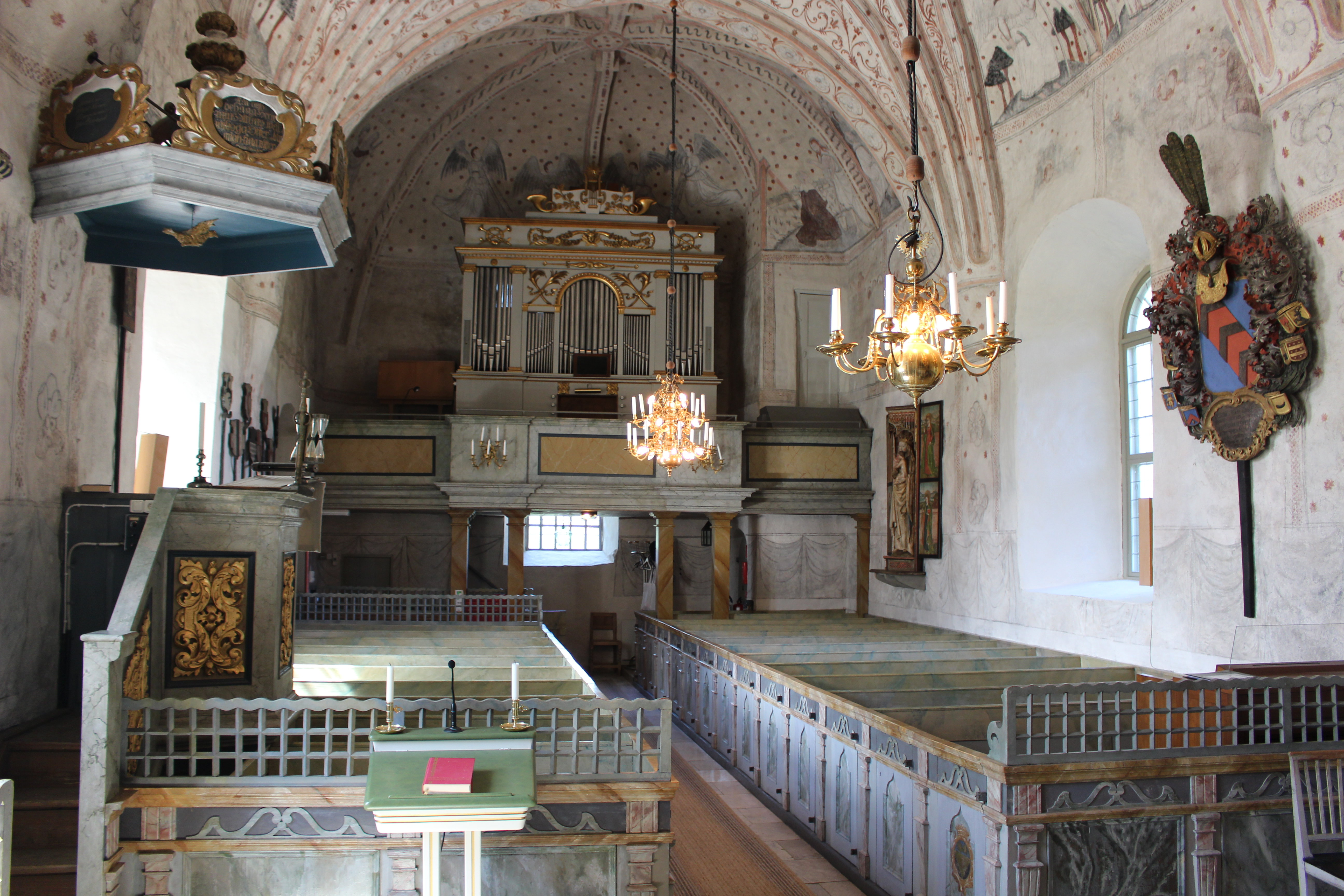
Kyrkorum mot väster
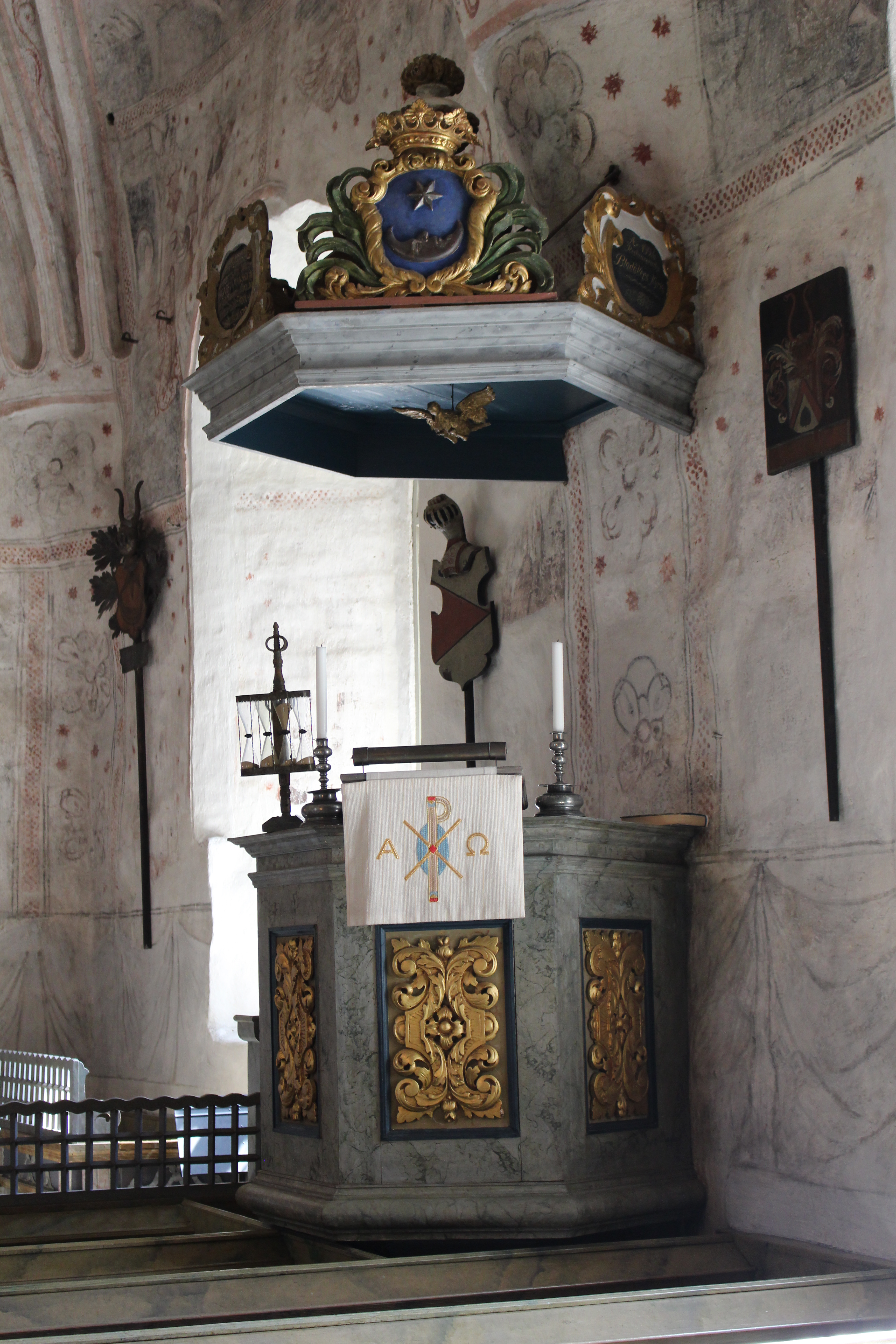
Predikstol
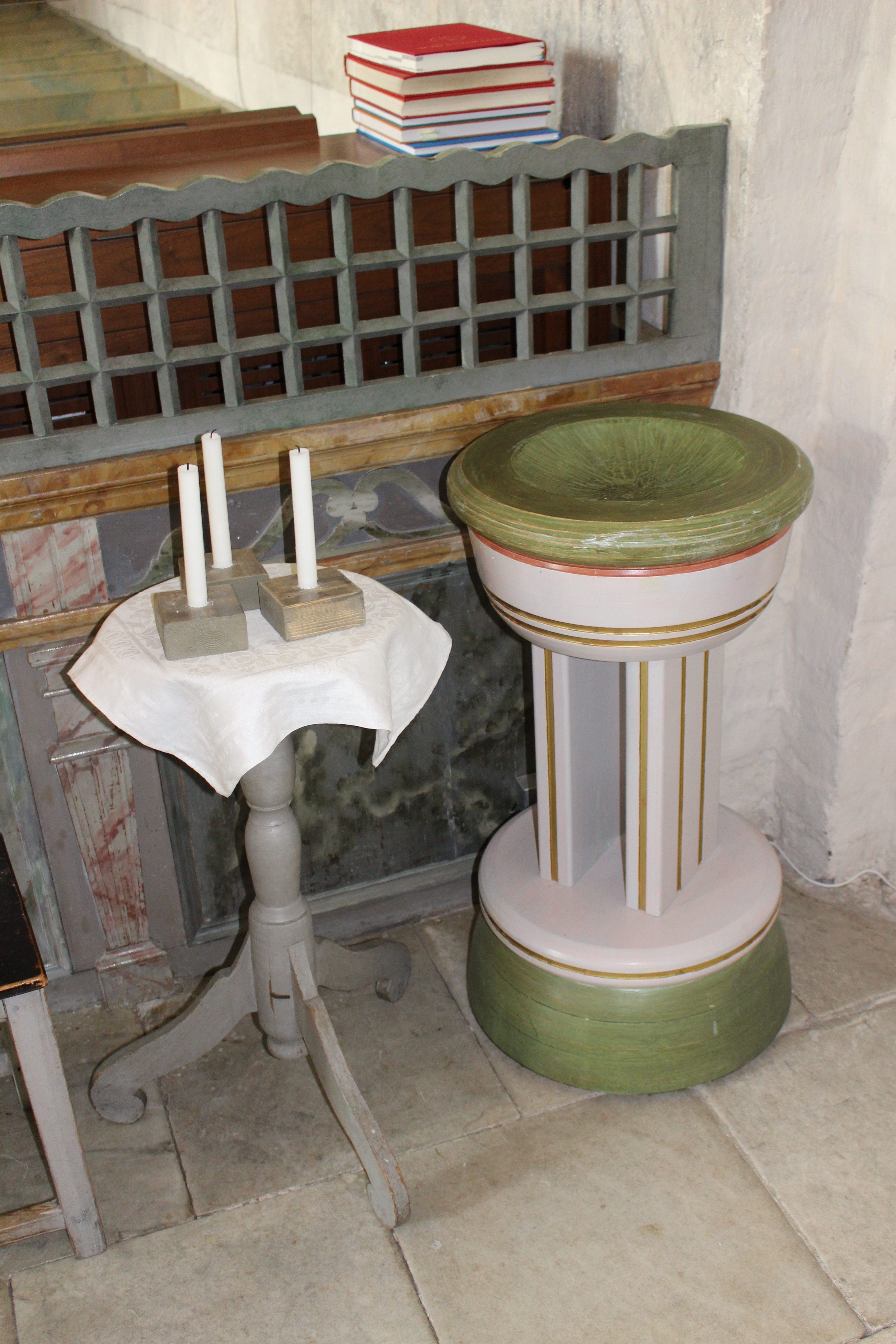
Dopställ
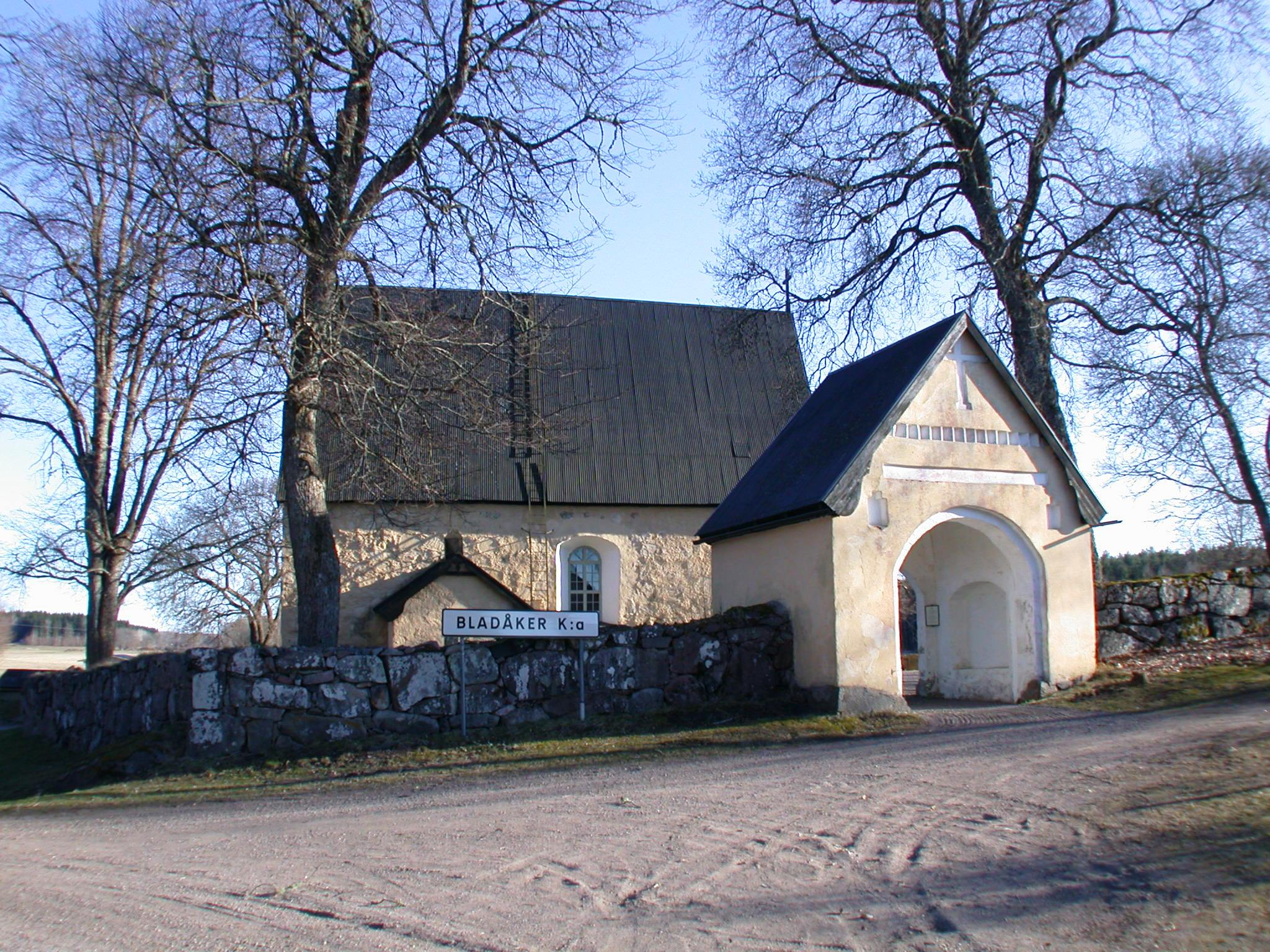
Stiglucka och kyrka från norr
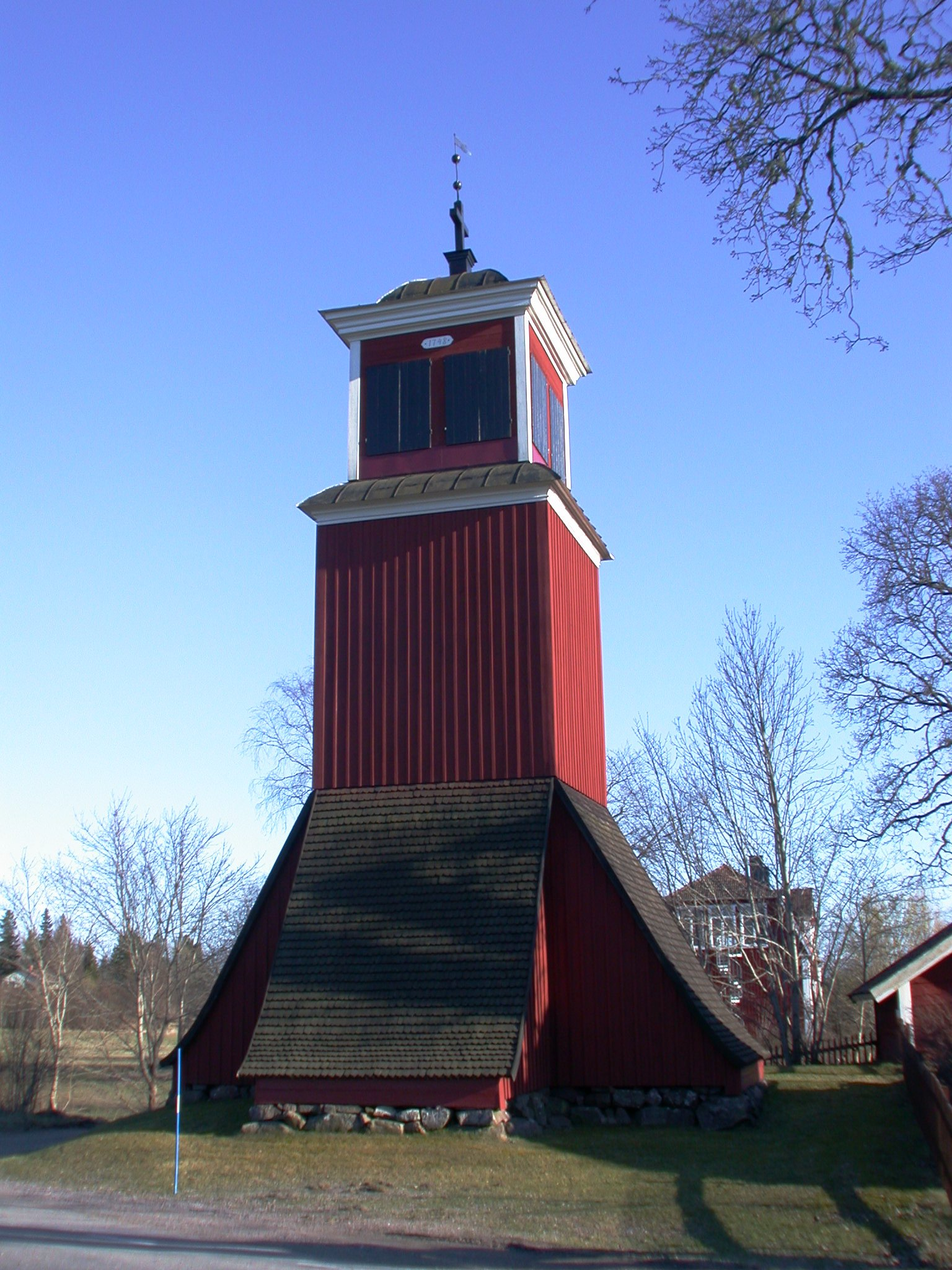
Klockstapeln
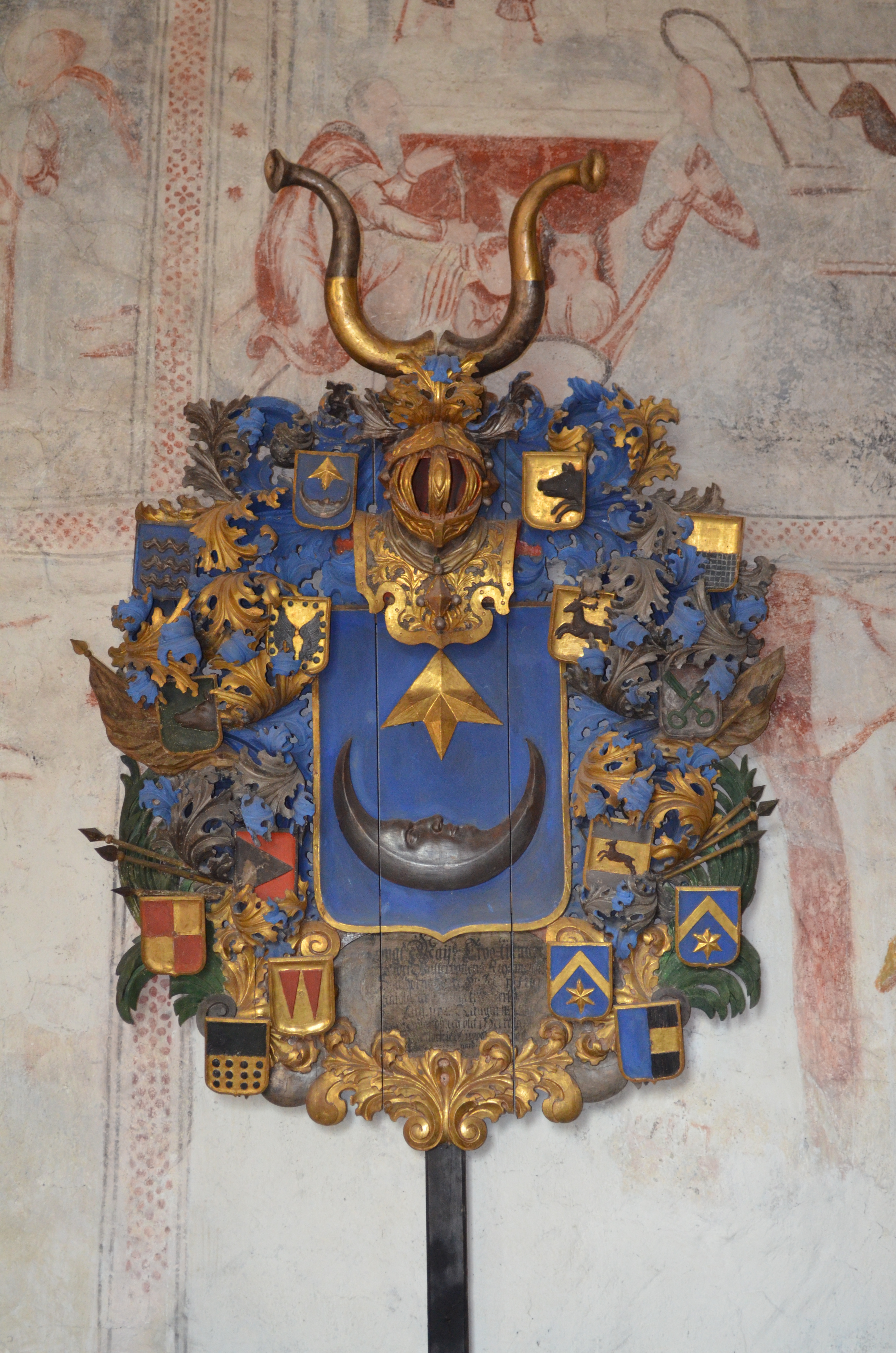
Johan Persson Månesköld af Seglinges (nr 62) till Rungarn (död 1696) huvudbaner
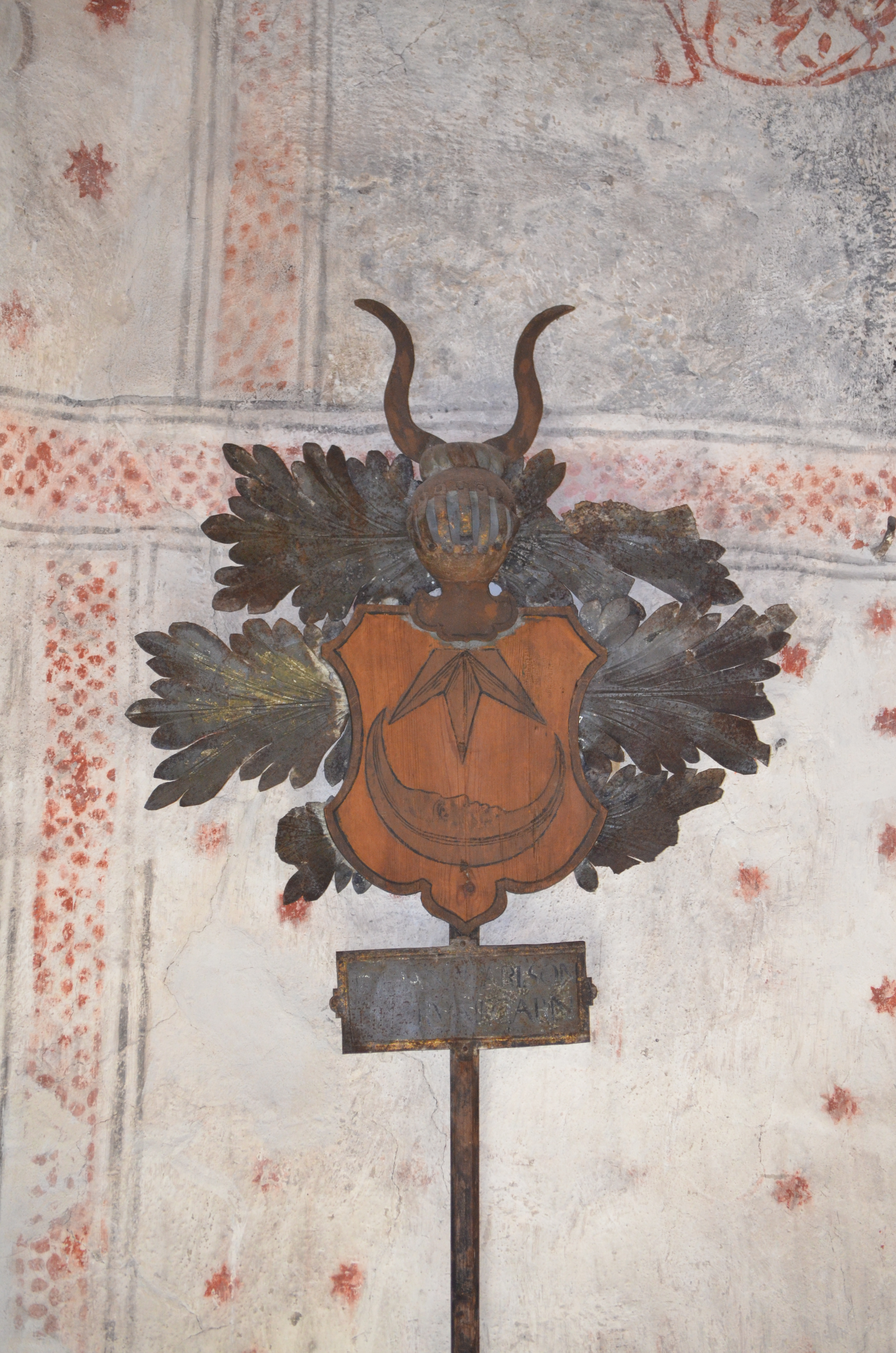
Johan Karlsson Månesköld af Seglinges (nr 62) huvudbaner
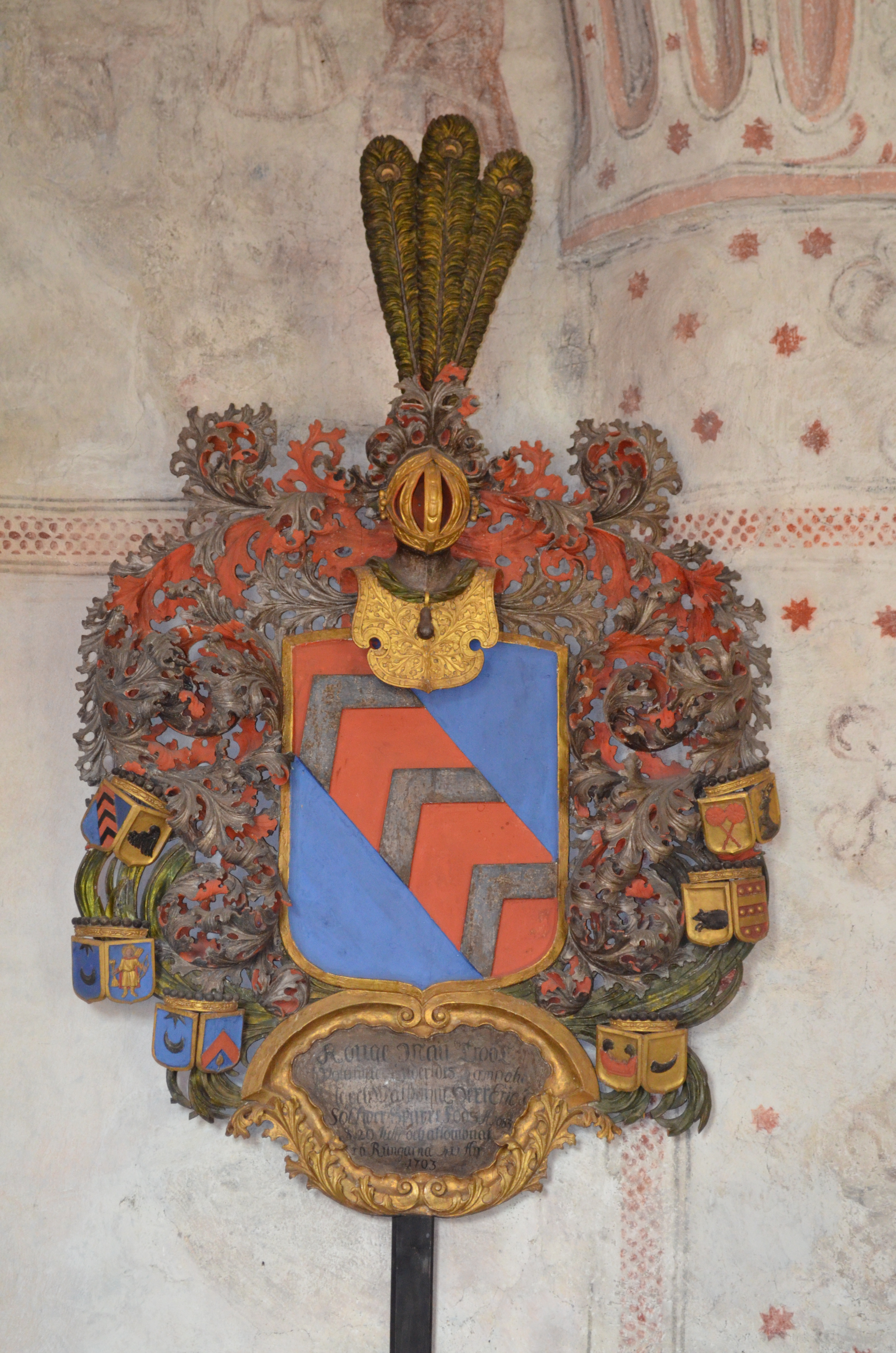
Erik Silfversparres (nr 99) (1683-1703) huvudbaner i Bladåkers kyrka
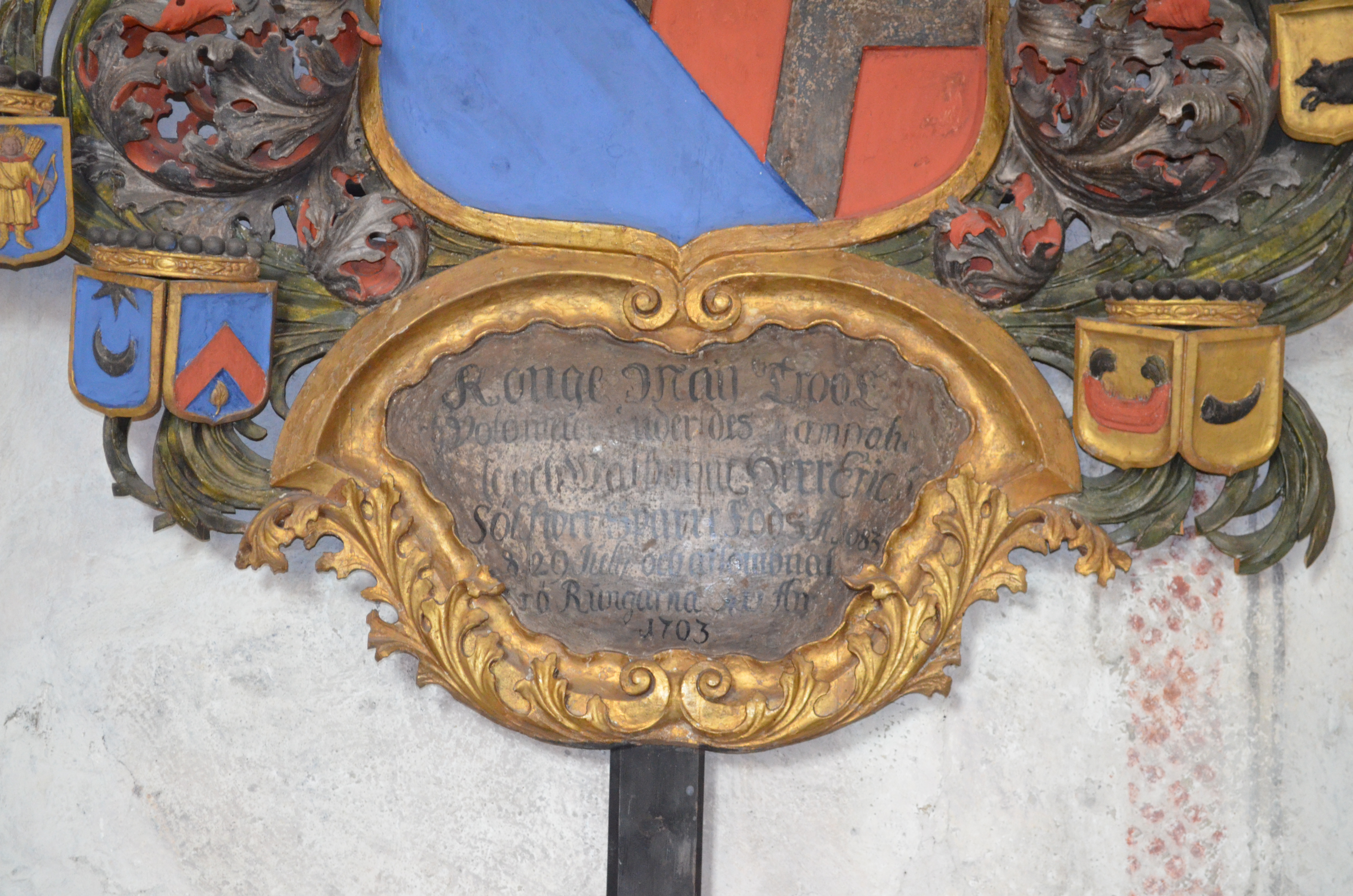
Detalj av Erik Silfversparres (nr 99) (1683-1703) huvudbaner i Bladåkers kyrka

### Webbkällor
- byggnadspresentation